# Новотроїцьке (Іглінський район)
Новотро́їцьке (рос. Новотроицкое, башк. Яңы Троицкий) — присілок у складі Іглінського району Башкортостану, Росія. Входить до складу Тавтімановської сільської ради.
Населення — 63 особи (2010; 60 в 2002).
Національний склад:
- росіяни — 41 %